# 自指

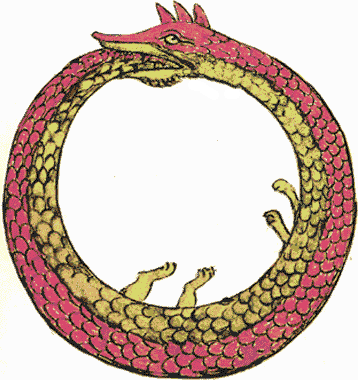
吞食自己尾巴的衔尾蛇是自指的一个符号。

自指（英語：Self-reference）是一种概念，涉及对自身或自身的属性、特征、行为进行指称。自指现象可以出现在语言、逻辑、数学、哲学、计算机程序设计、二阶控制论、语言学及幽默等多个领域。
在自然语言或形式语言中，自指是指句子、思想或公式直接或间接地提及自身。具体表达方式可以是直接自指、通过中介句子或公式、或通过某种编码实现。自指语句有时会导致悖论，例如说谎者悖论，也可能具有递归特性。
在哲学中，自指亦指代主体谈论或提及自身的能力，即能够用第一人称主格代词“我”来表达自己的思想。
自指性陈述常见于数学（如哥德尔不完备定理的证明过程）、计算机科学（如停机问题）以及幽默中，例如自指幽默。

## 在逻辑、数学与计算中
在古典哲学中，悖论常通过自指概念产生，例如著名的万能悖论：一个全能的存在是否能够创造出一块自己无法举起的石头？古希腊克里特人提出的埃皮米尼得斯悖论（即“所有克里特人都是骗子”）是最早的自指悖论之一。当代哲学也常借此手法指出某些概念的语义空洞或定义不明。
在数学与可计算性理论中，自指（亦称为不可预测性）是证明许多系统局限性的关键。例如，哥德尔不完备定理通过自指证明，任何形式一致的数学系统都无法穷尽所有数学真理，因为该系统无法证明关于自身结构的某些真命题。对应地，停机问题表明，存在某些计算任务无法完成，特别是关于程序自身行为的推理。这类证明延续了从罗素悖论、贝里悖论至古典哲学悖论的传统。
在博弈论中，若两个参与者需对彼此的心理状态和行为进行建模，可能引发无限递归，导致未定义行为。
在计算机程序设计中，自指出现在反射机制中，程序可将自身代码作为数据读取或修改。多种程序设计语言都不同程度地支持反射。此外，自指还广泛应用于递归（对应数学上的递推关系），特别在函数式编程中，程序结构在计算过程中反复调用自身。计算机科学将潜在的悖论性自指驯化为良性递归，成为现代计算的重要手段，如编译器编写中常用的元语言ML。用编译器编译自身，称为引导（bootstrapping）。自修改代码（programs that modify themselves）在汇编语言及Lisp等函数式语言中可实现，但在实际开发中一般不鼓励使用。
计算机硬件也广泛应用自指逻辑，如触发器（flip-flop），即数字存储的基本单元，通过将逻辑自指关系扩展至时间维度实现存储功能。
自指思维已深植于程序员文化，大量程序名称和缩写采用自指幽默，如GNU（“GNU's not Unix”）和PINE（“Pine is not Elm”）。GNU Hurd 也因一对互为自指的缩写而命名。
数学趣题Tupper自指公式（Tupper's self-referential formula）则绘制出自身公式的图像，展现出数学中的自指之美。

## 在艺术中

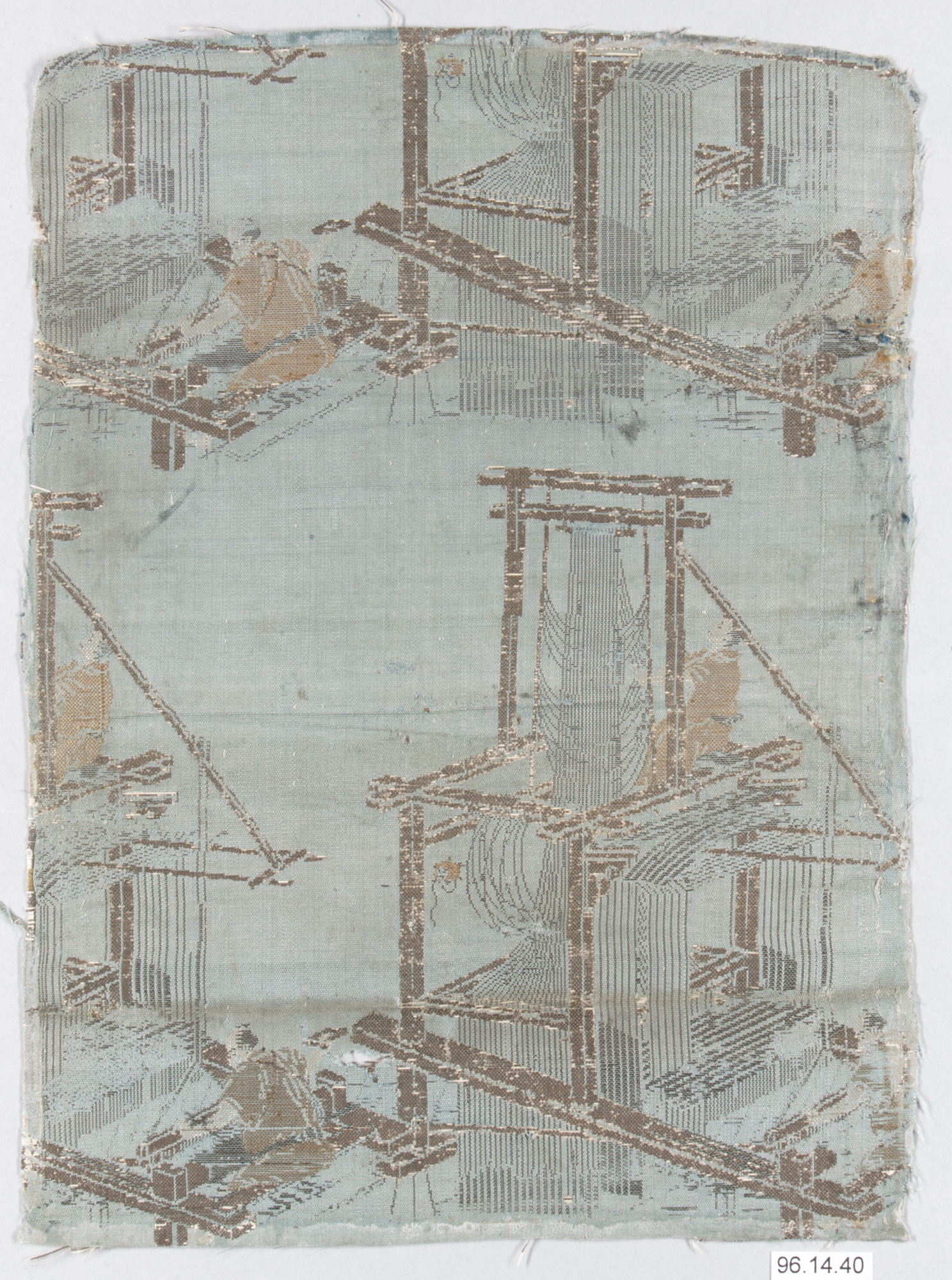
一幅19世纪日本提花织机织成的丝绸，图案展示了自身的生产方式。

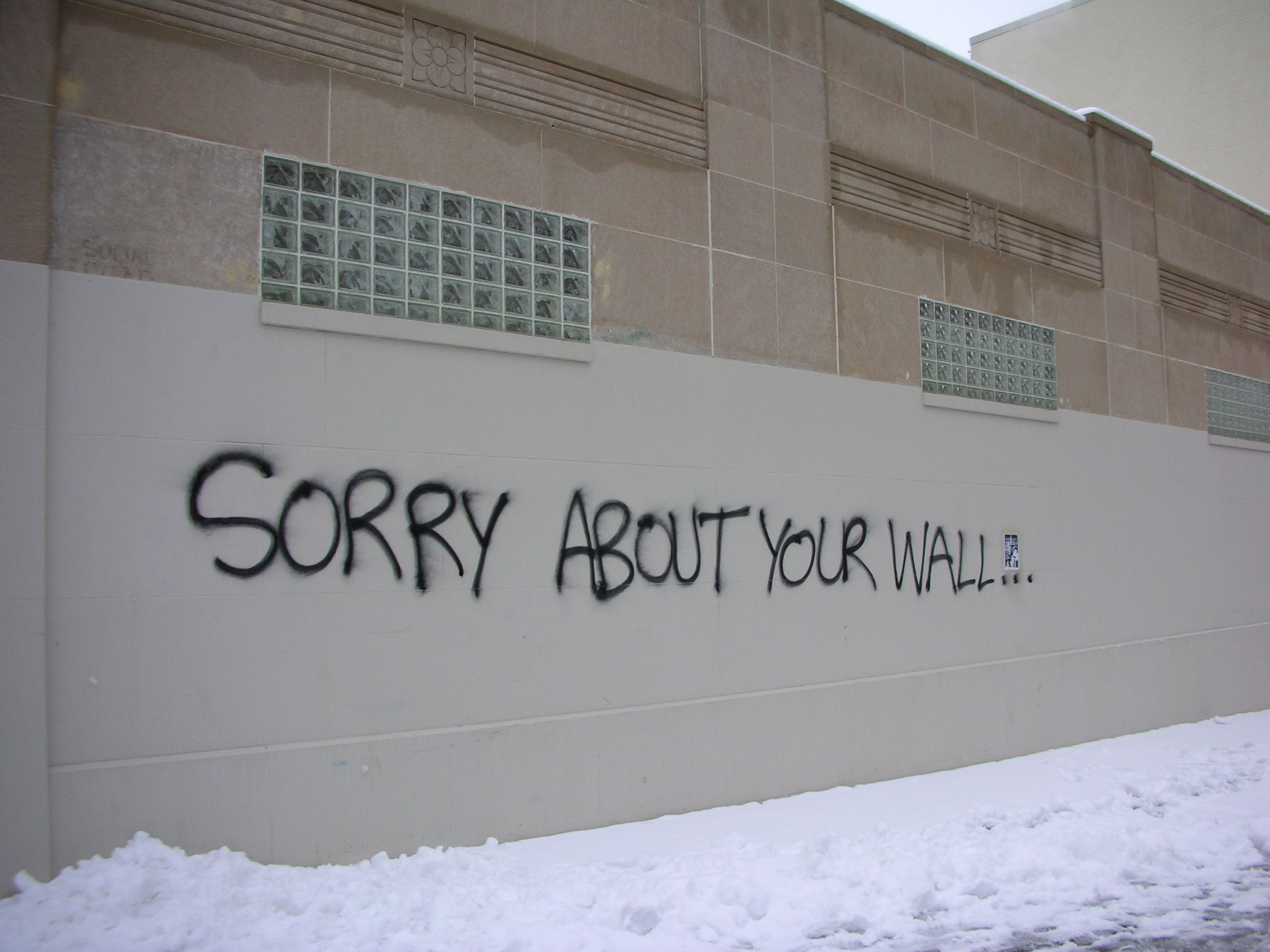
一幅自指性的涂鸦作品，为自己的存在致歉

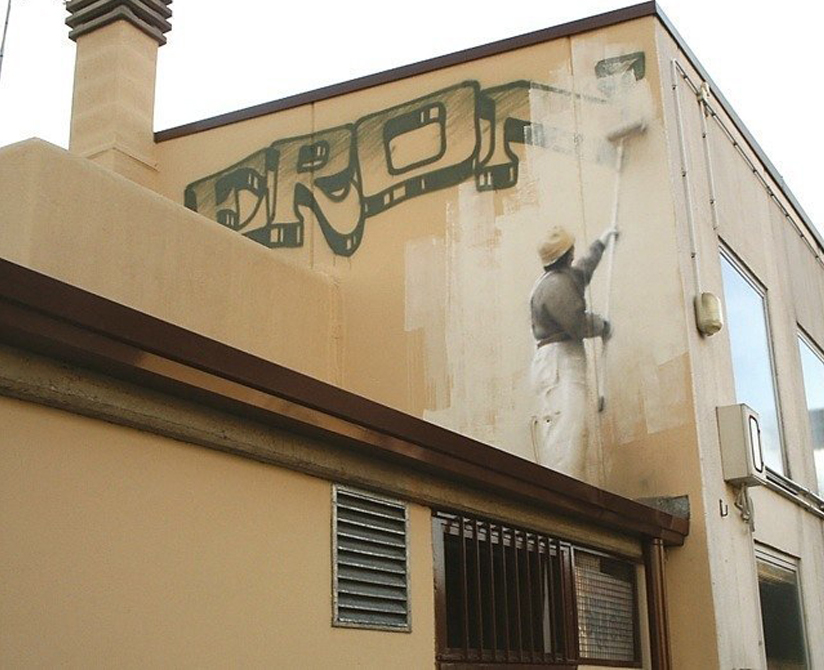
自指性涂鸦：画中的人物正在擦除自己的涂鸦，而他本人也可能被下一个清洁工人擦除。

在文学和电影中，自指表现为作者在作品中提及自身的作品。例如，米格尔·德·塞万提斯的《堂吉诃德》、威廉·莎士比亚的《仲夏夜之梦》《暴风雨》《第十二夜》、丹尼斯·狄德罗的《宿命论者雅克与他的主人》、伊塔洛·卡尔维诺的《如果在冬夜，一个旅人》、尼古拉·果戈里的多个短篇故事、约翰·巴思的《迷失在趣味馆》、路易吉·皮兰德娄的《六个寻找作者的剧中人》、费德里科·费里尼的《八部半》和布莱恩·福布斯的《L形房间》。科幻作家塞缪尔·德拉尼在小说《新星》和《达尔格伦》中也运用了自指技巧。例如《新星》中，小说家卡廷担忧自己也会因“作家写不完某作品就会死去”的诅咒而未完成小说，小说最终戛然而止，似乎印证了此诅咒，且暗示作者本人即小说中的作家；而《达尔格伦》中，主角“基德”或“Kidd”的人生经历与作品内容彼此映照，形成镜像关系。喜剧电影《太空炮弹》中，导演梅尔·布鲁克斯安排反派通过VHS录像带观看自己的故事，其中镜头中人物不断观看自己“观看自己”的影像，形成无限递归。或许最早的例子见于《伊利亚特》，其中海伦哀叹：“我们将活在后世之歌中”（而这句话正出现在史诗中）。
艺术中的自指也与打破第四面墙、元叙事等概念密切相关。豪尔赫·路易斯·博尔赫斯的短篇小说中大量使用自指及相关悖论。萨缪尔·贝克特的《克拉普的最后一盘带子》全由主角听自己先前录音并录制新录音构成，主题即围绕自指性展开。1990年代至2000年代，橡皮现实电影热潮中也大量运用自指，尤其体现在查理·考夫曼的《成为约翰·马尔科维奇》与《改编剧本》中，后者甚至呈现其自身创作过程，形成分形叙事的德罗斯特效应。
许多创世神话采用自指以解决“创造者由何而生”的问题，例如埃及神话中有神吞食自己的精液来创造自身；而衔尾蛇意象亦象征“自食其身”。
《古兰经》中也有多处自指现象。
超现实主义画家勒内·马格利特著名的自指画作《图像的背叛》中写有“这不是一支烟斗”，其真伪取决于“这”指的是画中的烟斗、画作本身，还是句子本身。M.C. 埃舍尔的作品也常包含自指概念，如画中双手互相绘制对方的图像。

## 在语言中
一个描述自身特征的词被称为自指词（英語：autological word，或autonym）。这通常适用于形容词，例如“sesquipedalian”（“sesquipedalian”这个词本身就是一个sesquipedalian词），但也可以用于其他词类，例如缩写“TLA”，意为“三字母缩写”（Three-letter abbreviation）。
一个统计自身字母和标点数量的句子称为自指句（英語：autogram）。
有一种特殊的元句，其元语言中的内容与对象语言中的内容相同，即该句子指涉自身。但某些元句会导致悖论。例如“这是一句话”是显然成立的自指元句；而“这句话是假的”则导致说谎者悖论。类似句式也可能在法律文本中造成矛盾，例如某些法律条文在设立法律时会自相矛盾。库尔特·哥德尔据称在其归化仪式上曾指出《美利坚合众国宪法》中存在这样的哥德尔漏洞。
媒体偶尔也会出现自指情境，例如BBC报道自身裁员消息，或百科全书条目中介绍自身，如维基百科的维基百科词条。
笨规则（英語：Fumblerules）是一类通过违反自身所述语法规则来展示这些规则的幽默例句列表，例如“避免陈词滥调”或“不要使用双重否定”。该术语由威廉·萨菲尔在一篇文章中提出。
循环定义是一种自指，即一个术语或概念的定义包含其自身，显性或隐性。循环定义常被认为是一种谬误，因其不能提供有效的解释。尽管如此，在论证学中循环定义有时具有一定用途，但在交流中则可能导致表达不清。
副词“hereby”通常以自指方式使用，例如“我特此宣布你们成为夫妻”。

## 在流行文化中
- 道格拉斯·霍夫施塔特的著作，特别是《哥德尔、艾舍尔、巴赫》与《Metamagical Themas》，大量涉及自指概念，并在20世纪80年代推动了这些概念进入主流知识文化。[72][73]他提出的“霍夫施塔特定律”即是一例：“事情总会比你预期的更花时间，即使你已经考虑到了霍夫施塔特定律”。[72][74]他还提出“《本书评论集》”这一概念，即一本仅包含对自身书评的书，如今已可通过维基技术实现。[75][76]霍夫施塔特提出的“奇异环”形上学试图将意识映射为自指过程，但目前在心灵哲学中仍属少数观点。[77][78]
- “递归型科幻小说”或元小说已形成一个相当广泛的子类型，新英格兰科幻协会网站上甚至由粉丝维护了一份相关书目清单，其中既包括描写科幻迷的作品，也包括探讨科幻创作本身的作品。[79][80]

## 在法律中
若干宪法条文中包含自指性条款，用于规定宪法本身的修订程序。例如《美利坚合众国宪法》的第五条即规定了该宪法的修订程序。